# Batajnički drum
Le Batajnički drum (en serbe cyrillique : Батајнички друм) est situé à Belgrade, la capitale de la Serbie, dans la municipalité de Zemun.
Le Batajnički drum, la « route de Batajnica », est également connu sous le nom de Batajnički put (Батајнички пут), les deux appellations faisant référence au quartier de Batajnica.

## Parcours
Le Batajnički drum naît au niveau de la rue Cara Dušana dont il est le prolongement. Il s'oriente vers le nord-ouest et se termine au niveau de la rue Majora Zorana Radosavljevića, à Batajnica ; dans son parcours, il est constitué de plusieurs ramifications.

## Économie
Le Batajnički drum abrite le siège social de nombreuses sociétés, dont ceux de la société Pupin Telecom, qui conçoit et produit des commutateurs téléphoniques, des commutateurs réseaux, des téléphones et cabines téléphoniques, et de la société Galenika Fitofarmacija, spécialisée dans des produits tels que les herbicides, les insecticides, les fongicides et les rodenticides. Au n° 4 se trouvent les sièges de Zekstra, qui travaille dans l'industrie textile, et de Veterinarski zavod, spécialisée dans les produits pour la médecine vétérinaire. La société Coca Cola HBC-Srbija, qui produit, vend et distribue en Serbie des boissons non alcoolisées et, particulièrement, les produits de The Coca-Cola Company, a son siège aux n° 14-16.

## Transports
Le Batajnički drum est desservi par plusieurs lignes de la société GSP Beograd, soit les lignes 73 (Novi Beograd Blok 45 – Gare de Batajnica), 704 (Zeleni venac – Zemun polje), 705 (Zemun Kej oslobođenja – 13. maj), 706 (Zeleni venac – Batajnica) et 706E (Zemun Kej oslobođenja – Base aérienne de Batajnica).